# Zabrodzie (powiat włodawski)
Zabrodzie – wieś w Polsce położona w województwie lubelskim, w powiecie włodawskim, w gminie Urszulin.
Miejscowość podlega rzymskokatolickiej parafii Chrystusa Miłosiernego w Urszulinie.
W latach 1975–1998 miejscowość należała administracyjnie do województwa chełmskiego.
Wieś jest sołectwem w gminy Urszulin. Według Narodowego Spisu Powszechnego z roku 2011 wieś liczyła 137 mieszkańców.